# Bertrand de Jouvenel
Bertrand de Jouvenel (Paris, 31 de outubro de 1903 - Paris, 1 de março de 1987) foi um filósofo, politólogo, economista e diplomata francês, conhecido sobretudo como precursor da prospectiva, abordagem dedicada a Estudos de Futuros possíveis, baseada em informações, análises e projeções. Membro do Clube de Roma, foi um dos fundadores da Sociedade Mont Pèlerin e um dos precursores da ecologia política.

## Biografia
Bertrand de Jouvenel iniciou seus estudos de Direito e Ciências na Universidade de Paris. Foi correspondente diplomático e repórter internacional de vários jornais até o ano 1939. Durante esse período também escreveu diversos livros dedicados à evolução do mundo contemporâneo, atividade à qual se consagrou exclusivamente depois da guerra - da qual participou entre 1939-1940 como voluntário no 126.º Regimento de Infantaria.
De Jouvenel lecionou em várias Universidades internacionais (Oxford, Cambridge, Manchester, Yale, Chicago e Berkley). Fez carreira na França; foi professor adjunto na Faculdade de Direito e Ciências Econômicas de Paris (cadeira de Prospectiva Social) de 1966 a 1973, no INSEAD e no CEDEP, a partir de 1973. É doutor honoris causa da Universidade de Glasgow.
Membro de várias comissões econômicas, participou de trabalhos de pesquisa de vários instituições acadêmicas internacionais, como o Institute for the Future (Estados Unidos) e a Social Science-Research Council (Grã-Betanha). Foi ainda, por vários anos, membro de destaque da Sociedade Mont Pèlerin, ponto de encontro de importantes pensadores liberais clássicos.
Foi presidente-diretor geral da SEDEIS (Société d´Étude et de Documentation Économique, Industielle et Sociale) onde editou, de 1954 a 1974, dois periódicos: Analyse et Prévision e Chorniques d´acutalité.
Por fim, criou o Comité International Futuribles e fundou a Association Internacionale Futuribles sobre prospectiva, atividade que lhe tornaria mundialmente conhecido.

### Posições políticas e controvérsias
As opiniões políticas de Jouvenel foram controversas. Ele se tornou o editor-chefe de seu jornal L'Émancipation nationale (Emancipação Nacional), onde apoiou o fascismo. Em fevereiro de 1936, ele entrevistou Adolf Hitler para o jornal Paris-Midi.
Mais tarde em sua vida, as opiniões de Jouvenel se voltaram à esquerda. Em 1960, ele reclamou com Milton Friedman que a Mont Pelerin Society havia "se voltado cada vez mais para um maniqueísmo segundo o qual o Estado não pode fazer o bem e a iniciativa privada não pode fazer o mal".
Ele simpatizava com os protestos estudantis de 1968 e criticava a Guerra do Vietnã, além de expressar apoio ao socialista François Mitterrand.

## Ideias

### Prospectiva
No período pós-guerra um grupo de intelectuais levantaram uma pergunta simples, mas de grande importância: "como algo como a Segunda Guerra Mundial pode ser impedido de guerra mundial acontecer novamente?" É essa preocupação compartilhada que fará com que Jouvenel entre em contato com intelectuais como Gaston Berger para refletir a respeito do futuro próximo e iniciar os estudos que se tornariam a prospectiva.
Jouvenel entende que a prospectiva é concebida mais como uma arte do que como uma ciência, como destaca em sua obra magna, A Arte da Conjectura, de 1964. A contribuição de Bertrand de Jouvenel é profunda e sobreviveu graças a revista Futuribles, e à instituição e revista dedicada ao estudo do futuro que continuam a ser uma referência em este campo.
| “ | Ao contrário dos defensores norte-americanos da "previsão" e da gestão das leis de probabilidade, Jouvenel não estava interessado no futuro "provável", mas no “futuros possíveis”, para os quais ele cunhou uma única palavra “futuríveis”. Para "previsão" existe apenas um futuro que pode ser detectado através de painéis de especialistas e da extrapolação de tendências. O futuro é visto, portanto, como uma realidade linear que advém da passado e nos dá indícios de sua passagem pelo presente. Para o prospectivo, não há um, mas muitos futuros. Portanto, esta abordagem ignora a linearidade como critério de leitura da realidade e adota uma percepção múltipla dele. E ao não privilegiar a percepção do futuro como uma realidade única, aceita necessariamente a possibilidade de que múltiplas situações ocorrem, seja como uma evolução do presente, seja como como uma interrupção. | ” |

### O Poder: História Natural do Seu Crescimento
O ponto de partida de Jouvenel mais uma vez é a guerra: "O adversário tratou como inimigo tudo que era carne e terra”. Como você chegou a esta altura peculiar de história em que um estado pode convocar com sucesso as forças do sociedade até o fim último e projetá-los em um esforço coletivo que o Ocidente não tinha notícias? Como se explica a aptidão ilimitada guerreiro do estado totalitário?
Tentando esclarecer a questão, Jouvenel analisa a necessária evolução anterior ao período da Segunda Guerra, perguntando à história as razões do crescimento de poder na sociedade, para poder deduzir, eventualmente, se existem leis gerais que permitem explicar a questão inicial. Com base nessa intuição direta do material histórico, uma verdadeira fenomenologia do poder que, orientada, como veremos, por aquela preocupação tradicional que tem levado autores a buscarem a possível reconciliação do poder com a liberdade, estará muito longe, porém, de todo o pensamento especulativo que tem tentado resolver a antinomia com esquemas “a priori”.
Guy Sorman elogia Du pouvoir como:
| “ | Um dos mais belos textos já escritos em francês sobre o crescimento patológico e inexorável do Estado moderno. Devemos voltar a Alexis de Tocqueville ou a Benjamin Constant para encontrarmos a mesma perfeição de conhecimento, excelência de estilo e a dimensão de um projeto. De Jouvenel reescreve nada menos do que a história da humanidade para demonstrar de forma convincente a busca incessante do fortalecimento do poder centralizado. Ele sistematiza a análise de Tocqueville sobre a Revolução Francesa, mostrando como ela acabou com o trabalho do antigo regime para destruir propriedades e para consolidar intermediários burocráticos estatais. | ” |